# Organdi

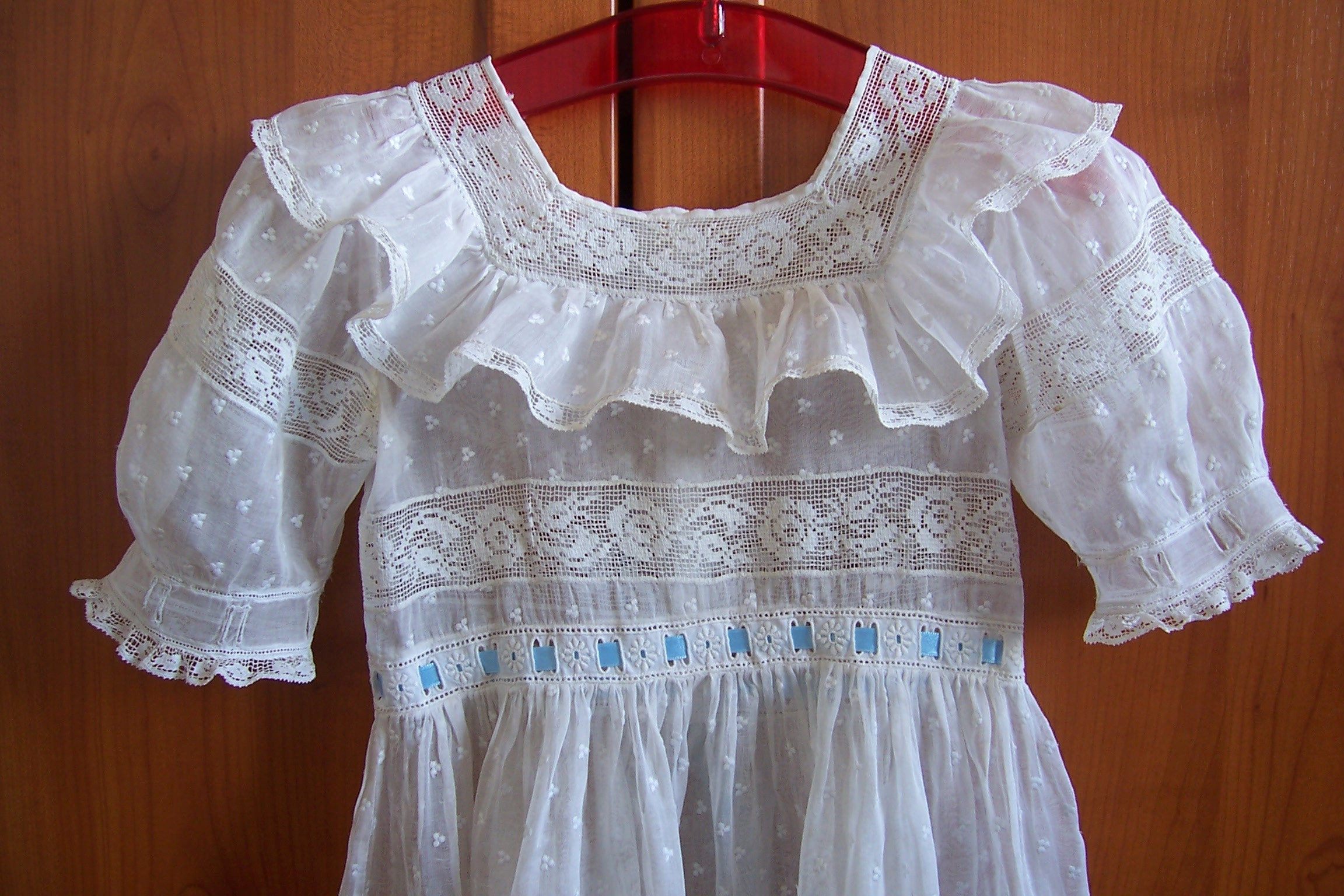
Klänning av organdityg.

Organdi(n) (i engelsk litteratur ofta stavat organdie och organdy) är ett mycket tunt tyg i löst slagen tuskaft med tunt, hårt tvinnat garn. Tyget blir därigenom mer eller mindre genomskinligt, särskilt i vått tillstånd. Ursprungligen vävdes organdi i bomull, men numera förekommer det även ofta i nylon. Genom olika kraftig klistring efter vävningen (appretur) kan tyget göras mer eller mindre styvt, och marknadsförs i tre olika styvhetsklasser.
Ett liknande tyg, organza, vävdes ursprungligen i silke, men görs numera även i olika syntetmaterial.
I dagligt tal görs ibland ingen skillnad på organdi och organza, men noga räknat är det inte synonyma begrepp, fastän tygen liknar varandra och har liknande användning.

## Användning
Organdi används i bland annat klänningar (i brudklänningar mycket vanligt), garneringar, gardiner, lampskärmar.

## Etymologi
Tygbenämningen organdi är känd åtminstone från 1835. Ordet kan eventuellt härledas från gammalfranska Organzi av Urganch (Урганч, numera Urgentj), en stad i Uzbekistan.